# Nieżywięć (osada w województwie pomorskim)
Nieżywięć – osada w Polsce, położona w województwie pomorskim, w powiecie człuchowskim, w gminie Człuchów. 
W latach 1975–1998 miejscowość administracyjnie należała do województwa słupskiego.